# Schachtmaß
Ein Schachtmaß ist ein historisches Raummaß, das für die Bemessung von Erde und Mauerwerk im Bauwesen und bei Erdarbeiten genutzt wurde. In der Regel waren die Längen und Breiten gleich lang und die Höhe definierte das Maß und entsprach einer Unterstufe des Längenmaßes.
Klassische Schachtmaße waren die Schachtrute, die 1 Quadratrute mal 1 Werkfuß oder 144 preußischen Kubikfuß (4,4519 m3) entsprach oder das norddeutsche Schachtwerk, das 1/4 Pott und 256 hamburgische Kubikfuß entsprach. In Bremen war die Schachtrute dagegen ein Längenmaß für 20 Fuß bei Erdarbeiten.

## Belege
1. 1 2  „Schachmaß“ In: Meyers Großes Konversations-Lexikon, Band 17. Leipzig 1909, S. 664.
2. ↑  „Pott“ In: Meyers Großes Konversations-Lexikon, Band 16. Leipzig 1908, S. 237.